# Gloioxanthomyces
Gloioxanthomyces — рід грибів. Назва вперше опублікована 2013 року.

## Назва
Родова назва походить від грецького gloio («клей»), xantho («жовтий») та myces (гриб).